# Бекит Риџ (Охајо)
Бекит Риџ (енгл. Beckett Ridge) насељено је место без административног статуса у америчкој савезној држави Охајо.

## Демографија
По попису из 2010. године број становника је 9.187, што је 524 (6,0%) становника више него 2000. године.
| Група             | 2000.         | 2010.         |
| Белци             | 7.534 (87,0%) | 7.342 (79,9%) |
| Афроамериканци    | 418 (4,8%)    | 802 (8,7%)    |
| Азијати           | 479 (5,5%)    | 609 (6,6%)    |
| Хиспаноамериканци | 141 (1,6%)    | 274 (3,0%)    |
| Укупно            | 8.663         | 9.187         |